# Llista de topònims d'Orpí
Llista de topònims (noms propis de lloc) del municipi d'Orpí, a l'Anoia
Informació actualitzada per un bot. Els canvis manuals es perdran quan s'actualitzi!

## edifici
| imatge | Nom                  | Ubicat a | instància de | Detalls                                  | coordenades                                                                                | Protecció                                  | Commons (més fotos) | Dades a WD                    |
| ------ | -------------------- | -------- | ------------ | ---------------------------------------- | ------------------------------------------------------------------------------------------ | ------------------------------------------ | ------------------- | ----------------------------- |
|        | Aigües Artés         | Orpí     | edifici      | Estil: arquitectura popular 19th century | 41° 31′ 39″ N, 1° 36′ 25″ E / 41.527577°N,1.606958°E ca:Can Bou, carretera de Carme        | bé integrant del patrimoni cultural català |                     | Modifica les dades a Wikidata |
|        | Can d'en Pont        | Orpí     | edifici      | Estil: arquitectura popular 20th century | 41° 31′ 39″ N, 1° 35′ 16″ E / 41.527477°N,1.587767°E ca:Crtra. de Carme, km 8,500 363 msnm | bé integrant del patrimoni cultural català | Can d'en Pont       | Modifica les dades a Wikidata |
|        | Mina d'aigua d'Orpí  | Orpí     | edifici      | Estil: arquitectura popular              |                                                                                            | bé integrant del patrimoni cultural català |                     | Modifica les dades a Wikidata |
|        | Molí Riera del Carme | Orpí     | edifici      | Estil: arquitectura popular              | 41° 31′ 42″ N, 1° 35′ 46″ E / 41.52823°N,1.59599°E ca:El Molí Vell. 08787. Orpí            | bé integrant del patrimoni cultural català |                     | Modifica les dades a Wikidata |
|        | Molí de Santa Càndia | Orpí     | edifici      | Estil: arquitectura popular              |                                                                                            | bé integrant del patrimoni cultural català |                     | Modifica les dades a Wikidata |

## entitat singular de població
| imatge | Nom           | Ubicat a | instància de                                   | Detalls | coordenades                                                                             | Protecció | Commons (més fotos) | Dades a WD                    |
| ------ | ------------- | -------- | ---------------------------------------------- | ------- | --------------------------------------------------------------------------------------- | --------- | ------------------- | ----------------------------- |
|        | Can Bou       | Orpí     | entitat singular de població capital municipal | 87 hab  | 41° 31′ 43″ N, 1° 36′ 25″ E / 41.5286111111°N,1.60694444444°E ca:Can Bou. Orpí 374 msnm |           | Can Bou (Orpí)      | Modifica les dades a Wikidata |
|        | Orpí          | Orpí     | entitat singular de població                   | 65 hab  | 41° 31′ 07″ N, 1° 34′ 31″ E / 41.5187°N,1.57536°E 483 msnm                              |           |                     | Modifica les dades a Wikidata |
|        | Santa Càndia  | Orpí     | entitat singular de població                   | 12 hab  | 41° 31′ 20″ N, 1° 34′ 30″ E / 41.522109297031°N,1.5750404130523°E 395 msnm              |           |                     | Modifica les dades a Wikidata |
|        | les Escodines | Orpí     | entitat singular de població                   | 15 hab  | 41° 31′ 54″ N, 1° 36′ 47″ E / 41.531582753785°N,1.6131897929634°E 340 msnm              |           |                     | Modifica les dades a Wikidata |

## església
| imatge | Nom                | Ubicat a | instància de | Detalls                                           | coordenades                                                                        | Protecció                                  | Commons (més fotos) | Dades a WD                    |
| ------ | ------------------ | -------- | ------------ | ------------------------------------------------- | ---------------------------------------------------------------------------------- | ------------------------------------------ | ------------------- | ----------------------------- |
|        | Sant Miquel d'Orpí | Orpí     | església     | Estil: arquitectura romànica arquitectura barroca | 41° 31′ 09″ N, 1° 34′ 32″ E / 41.519222222222°N,1.5754722222222°E ca:Orpí 479 msnm | bé integrant del patrimoni cultural català | Sant Miquel d'Orpí  | Modifica les dades a Wikidata |
|        | Santa Càndia       | Orpí     | església     | Estil: arquitectura gòtica                        | 41° 31′ 20″ N, 1° 34′ 30″ E / 41.522297°N,1.574864°E ca:Santa Càndia. 08787. Orpí  | bé integrant del patrimoni cultural català | Santa Càndia        | Modifica les dades a Wikidata |

## forn de calç
| imatge | Nom                             | Ubicat a | instància de | Detalls                     | coordenades                                       | Protecció                                  | Commons (més fotos) | Dades a WD                    |
| ------ | ------------------------------- | -------- | ------------ | --------------------------- | ------------------------------------------------- | ------------------------------------------ | ------------------- | ----------------------------- |
|        | Forn de calç Serra d'Orpinell 1 | Orpí     | forn de calç | Estil: arquitectura popular |                                                   | bé integrant del patrimoni cultural català |                     | Modifica les dades a Wikidata |
|        | Forn de calç Serra d'Orpinell 2 | Orpí     | forn de calç | Estil: arquitectura popular |                                                   | bé integrant del patrimoni cultural català |                     | Modifica les dades a Wikidata |
|        | Forn de calç d'Orpí             | Orpí     | forn de calç | Estil: arquitectura popular | 41° 31′ 07″ N, 1° 34′ 54″ E / 41.5186°N,1.58178°E | bé integrant del patrimoni cultural català |                     | Modifica les dades a Wikidata |
|        | Forn de calç la Nova Censada    | Orpí     | forn de calç | Estil: arquitectura popular |                                                   | bé integrant del patrimoni cultural català |                     | Modifica les dades a Wikidata |

## masia
| imatge | Nom               | Ubicat a | instància de | Detalls                     | coordenades                                                                                                | Protecció                                  | Commons (més fotos) | Dades a WD                    |
| ------ | ----------------- | -------- | ------------ | --------------------------- | --- | ------------------------------------------ | ------------------- | ----------------------------- |
|        | Ca la Magina      | Orpí     | masia        |                             | 41° 40′ 56″ N, 1° 34′ 39″ E / 41.6823453525171°N,1.57737485544861°E                                        |                                            |                     | Modifica les dades a Wikidata |
|        | Ca la Remei       | Orpí     | masia        |                             | 41° 31′ 26″ N, 1° 33′ 26″ E / 41.5238141686504°N,1.55715835883693°E                                        |                                            |                     | Modifica les dades a Wikidata |
|        | Cal Bufó          | Orpí     | masia        | 19th century                | 41° 31′ 35″ N, 1° 35′ 59″ E / 41.5263221265576°N,1.5997360903056°E ca:Cal Bufó. 08787. Orpí                |                                            |                     | Modifica les dades a Wikidata |
|        | Cal Cenç          | Orpí     | masia        |                             | 41° 31′ 36″ N, 1° 35′ 10″ E / 41.5265428965835°N,1.58612739968196°E                                        |                                            |                     | Modifica les dades a Wikidata |
|        | Cal Cintet        | Orpí     | masia        |                             | 41° 31′ 17″ N, 1° 35′ 13″ E / 41.521346593188°N,1.58692367091746°E ca:Cal Cintet. 08787. Orpí              |                                            |                     | Modifica les dades a Wikidata |
|        | Cal Cristina      | Orpí     | masia        |                             | 41° 31′ 22″ N, 1° 35′ 17″ E / 41.5226401232489°N,1.5881060215756°E                                         |                                            |                     | Modifica les dades a Wikidata |
|        | Cal Llenç         | Orpí     | masia        |                             | 41° 31′ 02″ N, 1° 32′ 44″ E / 41.5170854368046°N,1.54568329219672°E                                        |                                            |                     | Modifica les dades a Wikidata |
|        | Cal Lluís Magina  | Orpí     | masia        |                             | 41° 31′ 25″ N, 1° 34′ 36″ E / 41.5236802855986°N,1.57676927779832°E                                        |                                            |                     | Modifica les dades a Wikidata |
|        | Cal Miqueló       | Orpí     | masia        |                             | 41° 30′ 37″ N, 1° 34′ 50″ E / 41.5102246710598°N,1.58049116637155°E                                        |                                            |                     | Modifica les dades a Wikidata |
|        | Cal Miqueló       | Orpí     | masia        |                             | 41° 31′ 25″ N, 1° 33′ 24″ E / 41.5235740350498°N,1.55668428351929°E                                        |                                            |                     | Modifica les dades a Wikidata |
|        | Cal Montserrat    | Orpí     | masia        | 19th century                | 41° 31′ 28″ N, 1° 33′ 57″ E / 41.5244628247999°N,1.56580941708049°E ca:Cal Montserrat. 08787. Orpí         |                                            |                     | Modifica les dades a Wikidata |
|        | Cal Morei         | Orpí     | masia        |                             | 41° 31′ 19″ N, 1° 34′ 27″ E / 41.522017938513°N,1.57418099562712°E ca:Cal Morei. Santa Càndia. 08787. Orpí |                                            |                     | Modifica les dades a Wikidata |
|        | Cal Palet         | Orpí     | masia        |                             | 41° 32′ 03″ N, 1° 34′ 51″ E / 41.5341076825219°N,1.5809160220349°E ca:Cal Palet. 08787. Orpí               |                                            |                     | Modifica les dades a Wikidata |
|        | Cal Perico        | Orpí     | masia        |                             | 41° 31′ 53″ N, 1° 34′ 40″ E / 41.5312573698535°N,1.5776699976963°E                                         |                                            |                     | Modifica les dades a Wikidata |
|        | Cal Poc del Pla   | Orpí     | masia        |                             | 41° 31′ 25″ N, 1° 33′ 18″ E / 41.5237057423715°N,1.55497944449901°E                                        |                                            |                     | Modifica les dades a Wikidata |
|        | Cal Roget         | Orpí     | masia        |                             | 41° 31′ 38″ N, 1° 35′ 44″ E / 41.5272259131681°N,1.59555746811356°E                                        |                                            |                     | Modifica les dades a Wikidata |
|        | Cal Sant Antoni   | Orpí     | masia        |                             | 41° 31′ 39″ N, 1° 36′ 11″ E / 41.5273639177936°N,1.60318956305731°E ca:Cal Sant Antoni. 08787. Orpí.       |                                            |                     | Modifica les dades a Wikidata |
|        | Cal Soteres       | Orpí     | masia        | 18th century                | 41° 31′ 32″ N, 1° 33′ 28″ E / 41.5255050859039°N,1.55768411132169°E ca:Cal Soteres. 08787. Orpí            |                                            |                     | Modifica les dades a Wikidata |
|        | Cal Tampon        | Orpí     | masia        |                             | 41° 31′ 37″ N, 1° 35′ 17″ E / 41.5269452406108°N,1.588084328192°E                                          |                                            |                     | Modifica les dades a Wikidata |
|        | Cal Trinquenyo    | Orpí     | masia        |                             | 41° 31′ 42″ N, 1° 35′ 49″ E / 41.5282869900785°N,1.59688895312501°E                                        |                                            |                     | Modifica les dades a Wikidata |
|        | Cal Tuixén        | Orpí     | masia        |                             | 41° 31′ 27″ N, 1° 32′ 45″ E / 41.5242400219026°N,1.54591858688448°E                                        |                                            |                     | Modifica les dades a Wikidata |
|        | Cal Vidella       | Orpí     | masia        |                             | 41° 31′ 07″ N, 1° 33′ 49″ E / 41.518654211016°N,1.56372058030643°E                                         |                                            |                     | Modifica les dades a Wikidata |
|        | Can Balcells      | Orpí     | masia        |                             | 41° 31′ 25″ N, 1° 35′ 23″ E / 41.5236854792729°N,1.58961741342107°E                                        |                                            |                     | Modifica les dades a Wikidata |
|        | Can Marrós Lluny  | Orpí     | masia        |                             | 41° 32′ 08″ N, 1° 35′ 19″ E / 41.535464507069°N,1.58870219925797°E                                         |                                            |                     | Modifica les dades a Wikidata |
|        | Can Ponç          | Orpí     | masia        |                             | 41° 30′ 57″ N, 1° 35′ 37″ E / 41.515815993372°N,1.59351527531561°E                                         |                                            |                     | Modifica les dades a Wikidata |
|        | Can Riba          | Orpí     | masia        |                             | 41° 31′ 04″ N, 1° 34′ 34″ E / 41.517747076898°N,1.57624016323057°E ca:Can Riba. 08787. Orpí                |                                            |                     | Modifica les dades a Wikidata |
|        | Can Violant       | Orpí     | masia        |                             | 41° 31′ 48″ N, 1° 35′ 37″ E / 41.5300298049954°N,1.59356699144942°E                                        |                                            |                     | Modifica les dades a Wikidata |
|        | Caseriu de Feixes | Orpí     | masia        | Estil: arquitectura popular | 41° 30′ 52″ N, 1° 35′ 18″ E / 41.514352°N,1.588277°E ca:Feixes. 08787. Orpí                                | bé integrant del patrimoni cultural català |                     | Modifica les dades a Wikidata |
|        | Mas Rosset        | Orpí     | masia        | 19th century                | 41° 31′ 26″ N, 1° 34′ 33″ E / 41.5237693968228°N,1.57596430843234°E ca:Mas Rosset. 08787. Orpí             |                                            |                     | Modifica les dades a Wikidata |
|        | Mas d'en Bosc     | Orpí     | masia        |                             | 41° 30′ 52″ N, 1° 34′ 02″ E / 41.51441798253°N,1.56709775168014°E                                          |                                            |                     | Modifica les dades a Wikidata |
|        | la Casa Alta      | Orpí     | masia        |                             | 41° 30′ 55″ N, 1° 35′ 25″ E / 41.5153432740499°N,1.59021798957082°E                                        |                                            |                     | Modifica les dades a Wikidata |
|        | la Censada Nova   | Orpí     | masia        | 1880                        | 41° 31′ 10″ N, 1° 32′ 40″ E / 41.5195031642511°N,1.54456253356713°E ca:La Censada Nova. 08787. Orpí        |                                            |                     | Modifica les dades a Wikidata |
|        | la Fagina         | Orpí     | masia        | 19th century                | 41° 32′ 07″ N, 1° 34′ 54″ E / 41.5351796930528°N,1.58165978179669°E ca:La Fagina. 08787. Orpí              |                                            |                     | Modifica les dades a Wikidata |

## muntanya
| imatge | Nom                  | Ubicat a           | instància de | Detalls | coordenades                                                  | Protecció | Commons (més fotos) | Dades a WD                    |
| ------ | -------------------- | ------------------ | ------------ | ------- | ------------------------------------------------------------ | --------- | ------------------- | ----------------------------- |
|        | Pujol d'Orpinell     | Carme Mediona Orpí | muntanya     |         | 41° 30′ 47″ N, 1° 36′ 21″ E / 41.513°N,1.60592°E 736.4 msnm  |           |                     | Modifica les dades a Wikidata |
|        | Serral de la Bullida | la Llacuna Orpí    | muntanya     |         | 41° 30′ 27″ N, 1° 34′ 51″ E / 41.5074°N,1.58094°E 700.5 msnm |           |                     | Modifica les dades a Wikidata |

## pont
| imatge | Nom                                  | Ubicat a | instància de | Detalls                       | coordenades                                                                                        | Protecció | Commons (més fotos) | Dades a WD                    |
| ------ | ------------------------------------ | -------- | ------------ | ----------------------------- | -------------------------------------------------------------------------------------------------- | --------- | ------------------- | ----------------------------- |
|        | Pont d'Orpí                          | Orpí     | pont         | 20th century Estat: bon estat | 41° 31′ 42″ N, 1° 36′ 09″ E / 41.52837°N,1.6026°E ca:Carretera BV - 2132 km 3. 341 msnm            |           |                     | Modifica les dades a Wikidata |
|        | Pont de Cal Marrós Lluny             | Orpí     | pont         | 20th century Estat: bon estat | 41° 32′ 01″ N, 1° 35′ 29″ E / 41.5336°N,1.59132°E ca:Cal Marrós Lluny. 08787. Orpí 382 msnm        |           |                     | Modifica les dades a Wikidata |
|        | Pont de la Rasa Fonda                | Orpí     | pont         | 20th century                  | 41° 31′ 42″ N, 1° 34′ 50″ E / 41.52828°N,1.58048°E ca:Cal Perico 382 msnm                          |           |                     | Modifica les dades a Wikidata |
|        | Pont de la Rasa de Cal Poc           | Orpí     | pont         |                               | 41° 31′ 25″ N, 1° 33′ 32″ E / 41.52367°N,1.5588°E ca:Mas d'en Bosch 466 msnm                       |           |                     | Modifica les dades a Wikidata |
|        | Pont de la Resclosa del Rec de Carme | Orpí     | pont         | 20th century Estat: bon estat | 41° 31′ 42″ N, 1° 35′ 21″ E / 41.52837°N,1.58918°E ca:Carretera BV-2131 Km 8.5 352 msnm            |           |                     | Modifica les dades a Wikidata |
|        | Pont de la Riera de Carme            | Orpí     | pont         | 20th century Estat: bon estat | 41° 31′ 42″ N, 1° 35′ 21″ E / 41.52835°N,1.58917°E ca:Riera de Carme. Carreterera BV-2131 352 msnm |           |                     | Modifica les dades a Wikidata |
|        | Pont del Torrent de la Rasa Fonda    | Orpí     | pont         | Estat: bon estat              | 41° 31′ 42″ N, 1° 35′ 17″ E / 41.52824°N,1.58802°E ca:Riera de Carme. Carreterera BV-2131 357 msnm |           |                     | Modifica les dades a Wikidata |

## serra
| imatge | Nom                  | Ubicat a                        | instància de | Detalls | coordenades                                                         | Protecció | Commons (més fotos) | Dades a WD                    |
| ------ | -------------------- | ------------------------------- | ------------ | ------- | ------------------------------------------------------------------- | --------- | ------------------- | ----------------------------- |
|        | Serra d'Orpinell     | Carme la Llacuna Orpí           | serra        |         | 41° 30′ 54″ N, 1° 36′ 09″ E / 41.5151°N,1.60238°E 736.4 msnm        |           |                     | Modifica les dades a Wikidata |
|        | Serra de la Portella | Orpí Santa Margarida de Montbui | serra        |         | 41° 32′ 10″ N, 1° 34′ 09″ E / 41.53601028°N,1.56922694°E 623.4 msnm |           |                     | Modifica les dades a Wikidata |

## Misc
| imatge | Nom                      | Ubicat a                         | instància de       | Detalls                                  | coordenades                                                                                         | Protecció                                            | Commons (més fotos)   | Dades a WD                    |
| ------ | ------------------------ | -------------------------------- | ------------------ | ---------------------------------------- | --------------------------------------------------------------------------------------------------- | ---------------------------------------------------- | --------------------- | ----------------------------- |
|        | Castell d'Orpí           | Orpí                             | castell            | Estil: art romànic a Catalunya           | 41° 31′ 08″ N, 1° 34′ 32″ E / 41.5189°N,1.57556°E ca:Carretera d'Orpí                               | bé d'interès cultural bé cultural d'interès nacional | Castell d'Orpí        | Modifica les dades a Wikidata |
|        | Fàbrica Serra            | Orpí                             | edifici industrial | Estil: arquitectura popular 18th century | 41° 31′ 44″ N, 1° 36′ 07″ E / 41.528933°N,1.601859°E ca:Ctra. d'Orpí a Miralles 348 msnm            | bé integrant del patrimoni cultural català           | Fàbrica Serra         | Modifica les dades a Wikidata |
|        | Gorgs de Santa Càndia    | Orpí                             | gorg               |                                          | 41° 31′ 12″ N, 1° 33′ 51″ E / 41.5198618°N,1.5642556°E ca:Santa Càndia 400 msnm                     |                                                      |                       | Modifica les dades a Wikidata |
|        | Molí Vell                | Orpí                             | molí d'aigua       |                                          | 41° 31′ 41″ N, 1° 35′ 45″ E / 41.528110715428°N,1.59573010756251°E 351 msnm                         |                                                      |                       | Modifica les dades a Wikidata |
|        | casa consistorial d'Orpí | Orpí                             | casa consistorial  |                                          | 41° 31′ 43″ N, 1° 36′ 24″ E / 41.5286836°N,1.6067081°E                                              |                                                      |                       | Modifica les dades a Wikidata |
|        | creu de Santa Càndida    | Orpí                             | creu de terme      | Estil: arquitectura gòtica 15th century  | 41° 34′ 38″ N, 1° 36′ 50″ E / 41.577093°N,1.61384°E ca:Museu de la Pell, c. Joan Mercades, Igualada | bé integrant del patrimoni cultural català           | Creu de Santa Càndida | Modifica les dades a Wikidata |
|        | pedrera Áridos Uniland   | Orpí                             | pedrera            |                                          | 41° 31′ 24″ N, 1° 35′ 57″ E / 41.5232337546865°N,1.59908357142386°E                                 |                                                      |                       | Modifica les dades a Wikidata |
|        | riera de Carme           | Orpí Carme la Pobla de Claramunt | curs d'aigua       | Desemboca: Anoia                         | 41° 32′ 59″ N, 1° 40′ 33″ E / 41.549683333333°N,1.6758°E                                            |                                                      | Riera de Carme        | Modifica les dades a Wikidata |